# Albert Préjean
Albert Préjean (27 de octubre de 1894 – 1 de noviembre de 1979) fue un actor y cantante de nacionalidad francesa.

## Biografía
Nacido en París, Francia, durante la Primera Guerra Mundial formó parte de la Escuadrilla de las Cigüeñas junto al aviador Georges Guynemer, siendo condecorado con la Croix de guerre 1914-1918 y con la Legión de Honor por sus servicios.
Albert Préjean rodó sus primeras cinco películas con Henri Diamant-Berger entre 1921 y 1923. Encarnaba a personajes del pueblo, generosos, fuertes y sin complicaciones, contrastando con los actores Jean Murat o Pierre Richard-Willm, que representaban más bien a jóvenes adinerados. En 1929 dirigió una cinta, el mediometraje L'Aventure de Luna-Park, con Danièle Parola.
Dada su trayectoria fue natural que rodara en 1930 Bajo los techos de París, bajo la dirección de René Clair, cantando en la película la canción principal. Cantante muy popular, interpretó otros muchos éxitos de la década de 1930, como fue el caso de Comme de bien entendu, La Valse à Dédé de Montmartre, Une java, Amusez vous, Dans la vie faut pas s'en faire y La crise est finie.
Durante la Segunda Guerra Mundial siguió actuando, y encarnó al Comisario Jules Maigret. En 1942 participó en un viaje promocional a Berlín organizado por el Propagandastaffel alemán y, tras la purga ocurrida tras la liberación, fue encarcelado durante unas semanas. Con posterioridad a la guerra siguió actuando, pero su carrera nunca alcanzó el brillo conseguido antes de la contienda.
Entre sus actividades posteriores cabe mencionar su actuación en 1957 como jefe de pista en el primer circo Jean Richard.
En 1979 apareció un libro de memorias escrito por su hijo, Patrick Préjean, y titulado Albert Préjean.
Albert Préjean falleció en 1979 en París a causa de un ataque cardiaco. Fue enterrado en el Cementerio de Auteuil, en París.

## Filmografía

### Largometrajes
| - 1911: Une mariée qui se fait attendre, de Louis J. Gasnier - 1921: Les Trois Mousquetaires, de Henri Diamant-Berger - 1922: Vingt ans après, de Henri Diamant-Berger - 1922: Le Mauvais Garçon, de Henri Diamant-Berger - 1922: Gonzague, de Henri Diamant-Berger - 1923: Jim Bougne boxeur, de Henri Diamant-Berger - 1923: Le Roi de la vitesse, de Henri Diamant-Berger - 1923: Paris qui dort, de René Clair - 1923: Le Costaud des Épinettes, de Raymond Bernard - 1923: Grandeur et décadence, de Raymond Bernard - 1924: Le Miracle des loups, de Raymond Bernard - 1924: L'Homme inusable, de Raymond Bernard - 1924: Le Fantôme du Moulin-Rouge, de René Clair - 1925: La Justicière, de Maurice Marsan y Maurice Gleize - 1925: Le Voyage imaginaire, de René Clair - 1925: Amour et carburateur, de Pierre Colombier - 1926: Le Bouif errant, de René Hervil - 1926: Un chapeau de paille d'Italie, de René Clair - 1927: La Proie du vent, de René Clair (cooperador técnico en secuencias de aviación) - 1927: Le Joueur d'échecs, de Raymond Bernard - 1927: Éducation de prince, de Henri Diamant-Berger - 1927: Le Chauffeur de mademoiselle, de Henri Chomette - 1928: Les Nouveaux Messieurs, de Jacques Feyder - 1928: Verdun. Visions d'Histoire, de Léon Poirier - 1929: Le Requin, de Henri Chomette - 1929: Fécondité, de Henri Étiévant y Nicolas Evreïnoff - 1930: Bajo los techos de París, de René Clair - 1931: L'Opéra de quat'sous, de Georg Wilhelm Pabst - 1931: Un soir de rafle, de Carmine Gallone - 1931: Le Joker, de Erich Waschneck - 1931: Le Chant du marin, de Carmine Gallone - 1932: L'Amoureuse Aventure, de Wilhelm Thiele - 1931: Madame hat Ausgang, de Wilhelm Thiele - 1932: Rivaux de la piste, de Serge de Poligny - 1932: Voyage de noces, de Erich Schmidt y Germain Fried - 1932: Un fils d'Amérique, de Carmine Gallone - 1933: Théodore et Cie, de Pierre Colombier - 1933: Toto, de Jacques Tourneur - 1933: Les Bleus du ciel, de Henri Decoin - 1933: Caprice de princesse, de Karl Hartl y Henri-Georges Clouzot - 1933: Volga en flammes, de Victor Tourjansky, con Danielle Darrieux - 1934: La crise est finie, de Robert Siodmak, con Danielle Darrieux - 1934: Le Paquebot Tenacity, de Julien Duvivier - 1934: L'Or dans la rue, de Curtis Bernhardt, con Danielle Darrieux - 1934: Le Secret d'une nuit, de Félix Gandéra - 1935: Dédé, de René Guissart, con Danielle Darrieux - 1935: Le Contrôleur des wagons-lits, de Richard Eichberg, con Danielle Darrieux - 1935: Moïse et Salomon parfumeurs, de André Hugon | - 1935: Lune de miel, de Pierre-Jean Ducis - 1935: Princesse Tam Tam, de Edmond T. Gréville - 1935: Paris Camargue, de Jack Forrester - 1935: Quelle drôle de gosse, de Léo Joannon, con Danielle Darrieux - 1935: L'Auberge du Petit-Dragon, de Jean de Limur - 1936: Jenny, de Marcel Carné - 1937: À Venise, une nuit, de Christian-Jaque - 1937: Neuf de trèfle, de Lucien Mayrargue - 1937: L'Alibi, de Pierre Chenal - 1937: Mollenard, de Robert Siodmak - 1937: La Fessée, de Pierre Caron - 1938: La Rue sans joie, de André Hugon - 1938: La Piste du sud, de Pierre Billon - 1938: La Vie des artistes, de Bernard Roland - 1938: L'Inconnue de Monte-Carlo, de André Berthomieu - 1938: Place de la Concorde, de Karel Lamač - 1938: Métropolitain, de Maurice Cam - 1939: Nord-Atlantique, de Maurice Cloche - 1939: L'Or du Cristobal, de Jacques Becker - 1939: Dédé la musique, de André Berthomieu - 1939: Pour un maillot jaune, de Jean Stelli - 1941: Caprices, de Léo Joannon, con Danielle Darrieux - 1941: L'Étrange Suzy, de Pierre-Jean Ducis - 1942: Picpus, de Richard Pottier - 1943: La Vie de plaisir, de Albert Valentin - 1943: Au Bonheur des Dames, de André Cayatte - 1944: Cécile est morte, de Maurice Tourneur - 1944: Les Caves du Majestic, de Richard Pottier - 1946: L'assassin n'est pas coupable, de René Delacroix - 1946: La Kermesse rouge, de Paul Mesnier - 1946: Le Secret du Florida, de Jacques Houssin - 1946: L'Homme de la nuit, de René Jayet - 1947: L'Idole, de Alexandre Esway - 1947: La Grande Volière, de Georges Péclet - 1948: Les Frères Bouquinquant, de Louis Daquin - 1948: Piège à hommes, de Jean Loubignac - 1948: Les anges sont parmi nous, de William Magnin y E.G de Meyst - 1949: Les Nouveaux Maîtres, de Paul Nivoix - 1951: Ils sont dans les vignes, de Robert Vernay - 1951: Le Désir et l'amour, de Henri Decoin - 1954: Casse-cou mademoiselle, de Christian Stengel - 1954: Chéri-Bibi, de Marcello Pagliero - 1955: Un missionnaire, de Maurice Cloche - 1955: Les Amants du Tage, de Henri Verneuil - 1956: Le Circuit de minuit, de Yvan Govar - 1956: Adorables démons, de Maurice Cloche - 1957: Paris Music-hall, de Stany Cordier - 1959: Ça peut toujours servir, de Georg Jacoby - 1961: Bonne chance Charlie, de Jean-Louis Richard |

### Cortometrajes

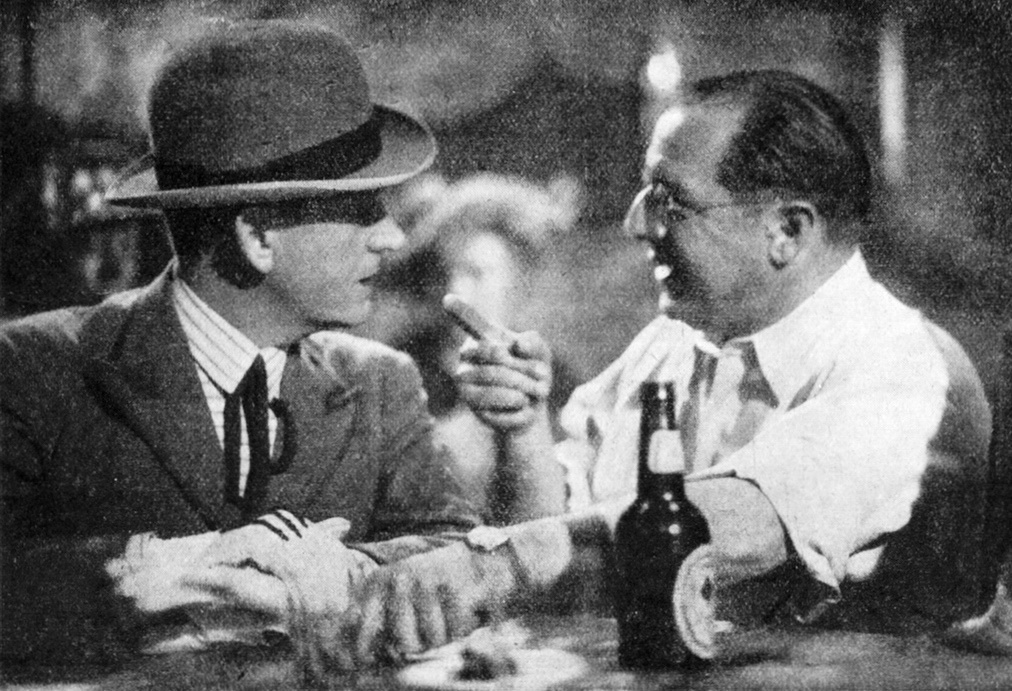
Albert Préjean (a la izquierda) y Georg Wilhelm Pabst en el rodaje de L'Opéra de quat'sous, en 1931.

- 1929: L'Aventure de Luna-Park, de Albert Préjean
- 1929: Bluff, de Georges Lacombe
- 1929: C'est à boire...
- 1929: Le manque de mémoire, de Henri Chomette
- 1929: Pour passer le temps

## Teatro
- 1952: Sans cérémonie, de Jacques Vilfrid y Jean Girault, Teatro Daunou